# Ешко, Георгий Николаевич
Георгий Николаевич Ешко (12 февраля 1913, Волчанск, Харьковская губерния — 23 сентября 1983, Харьков) — советский футболист и боксёр, чемпион СССР по боксу, тренер по боксу. Участник Великой Отечественной войны.

## Биография
Родился в Волчанске, согласно другим данным в деревне Таволжанка.
Играл в футбол за клуб «Локомотив» (Харьков) на позиции вратаря. В 1936 году увлёкся боксом в ДСО «Спартак» (Харьков) под руководством Б. И. Рысева. После войны его тренером стал С. А. Емельянов. В 1947 году стал чемпионом страны в полутяжёлой весовой категории. Выпускник Высшей школы тренеров при Харьковском институте физической культуры 1938 года.
Участник Великой Отечественной войны. Служил на Черноморском флоте. Участник обороны Севастополя. В ходе обороны получил тяжёлое ранение и контузию. После излечения служил в 1-м гвардейском зенитном артиллерийском полку. Награждён орденом Красной Звезды (25 мая 1945), медалями «За оборону Севастополя» и «За оборону Кавказа».
В Волчанске проходит турнир по боксу памяти Георгия Ешко.

## Спортивные результаты
- Чемпионат СССР по боксу 1947 года — ;